# Econlib
Бібліотека економіки та свободи (англ. Library of Economics and Liberty або Econlib) — це вільна онлайн-бібліотека, що містить книжки та статті з економіки лібертаріанських поглядів. Вона спонсорується приватним Liberty Fund.

## Наповнення
Econlib надає навчальні ресурси з економічної думки з лютого 1999 року. Крім книжок, вона має різні ресурси, включно з щоденними, тижневими та місячними статтями, подкастами та блогами, всі з яких створюються та ведуться економістами, а також Коротку енциклопедію економіки (англ. Concise Encyclopedia of Economics), що включає статті та біографії економістів. Більшість ресурсів бібліотеки Econlib орієнтовані на студентів та викладачів коледжів та бакалавратів університетів, з фокусом на економіку. Реалізована можливість роздруковувати праці, не захищені авторським правом.

### Автори
На сайті можна знайти класичні твори з економіки таких авторів, як Адам Сміт, Давид Рікардо, Томас Мальтус, Джон Стюарт Мілль, Ейген фон Бем-Баверк, Джон Бейтс Кларк, Людвіг фон Мізес, Фрідріх фон Гайєк, Карл Маркс та Фрідріх Ліст. Також можна знайти і більш сучасні твори, наприклад книги Д. М. Б'юкенена.

### Дочірні ресурси
Дочірні ресурси Econlib включають:
- EconLog, економічний блог, що ведеться з 2003 року;
- EconTalk, серія подкастів, яка розпочалась в березні 2006 року з ведучим Рассом Робертсом з Університету Джорджа Мейсона. Подкасти торкалися таких тем, як економіка спорту, економічний аналіз права, фінансова криза 2007–2010 рр., охорона здоров'я, суспільний вибір, підприємництво, вільна торгівля тощо.